# Grant (Comtat d'Inyo)
Grant és un àrea no incorporada al Comtat d'Inyo, Califòrnia que rau a una alçada 1.137 m (3.730 peus).